# هنری بنس جونز
هنری بنس جونز (انگلیسی: Henry Bence Jones؛ ‏ ۳۱ دسامبر ۱۸۱۳ – ۲۰ آوریل ۱۸۷۳) شیمی‌دان و پزشک اهل انگلستان بود.
هنری بنس جونز در رشته‌های شیمی و پزشکی در کالج ترینیتی و کالج دانشگاهی لندن تحصیل کرد. سپس برای تکمیل آموخته‌های خود به دانشگاه گیسن در آلمان رفت و در آنجا از شاگردان یوستوس فون لیبیش بود.
او بود که برای نخستین بار، پروتئین بنس جونز را توصیف کرد که نوعی گلوبولین است که در خون و ادرار یافت می‌شود و در تشخیص بیماری‌های «مولتیپل میلوما» و «ماکروگلوبولینمی والدنشتروم» به‌کار می‌رود.
هنری بنس جونز چندین کتاب و مقاله علمی و همچنین کتابی به نام «زندگی و نامه‌های فارادی» نوشت.
وی همچنین برندهٔ جوایزی همچون همکار انجمن سلطنتی شده‌است.